# ジャック・ケルアック
ジャック・ケルアック（Jack Kerouac、1922年3月12日 - 1969年10月21日）は、アメリカの小説家・詩人で、ビートニク（ビート・ジェネレーション）を代表する作家の一人。『路上』（『オン・ザ・ロード』）、『孤独な旅人』などの著作で知られる。大半は、コロンビア大学を中退して以来のアメリカ放浪と遍歴の生活をそのまま下敷きにしたもの。出生時の名前はジャン＝ルイ・ルブリ・ド・ケルアック（Jean-Louis Lebris de Kérouac）とも言われる。

## 来歴
ケルアックは1922年、マサチューセッツ州ローウェルの、フランス系カナダ人の移民の家庭に生まれた。フランス西部ブルターニュにルーツを持つ、ケベック出身者の家庭であった。フランス系カナダ人のコミュニティで幼少期を過ごし、6歳で小学校に入るまで英語を使うことがなかった。ケルアックが4歳の頃、兄ジェラールがリウマチ熱により9歳で亡くなった。ジェラールはケルアックが最初に影響を受けた人物とされ、小説『Visions of Gerard』にケルアックに関する話が収められている。
ローウェル高校に進学後フットボールに熱中する。フットボールの推薦でコロンビア大学に進学するが入学後まもなく行われた試合で負傷しフットボールを諦める。第二次世界大戦中は船員として世界中を航海し、戦後は親友であった作家のウィリアム・バロウズや、ニール・キャサディ、アレン・ギンズバーグらと共にアメリカ中を放浪してまわった。これらの経験から、ケルアックの著作の大半は誕生したといえる。第1長篇『ザ・タウン・アンド・ザ・シティ』（1950年）を発表後、次作が発表されるまでの7年間、様々な職に従事する。
1951年に3週間で書き上げたというケルアックの代表作『路上』(1957)（『オン・ザ・ロード』）は、ヒッピーなどの間で多くの愛読者と信奉者を生み、一気にアメリカのカウンターカルチャーの代表となった。パリ・レヴュー・インタヴューで「『路上』（『オン・ザ・ロード』）で「即興」スタイルを使おうと思ったきっかけはなんですか、との質問に、ケルアック自身は「即興スタイルのアイディアは、ニール・キャサディがくれた手紙だ。おれはやつのスタイルでひらめいたんだ。『オン・ザ・ロード』はやつからアイディアをもらったんだなんて言うと、西海岸の不良どもには嘘八百に聞こえるだろうけど」と語っている。
又、タイプ用紙の交換によって集中が妨げられるのを嫌った彼は、巻物のように、タイプ用紙を一つに繋ぎ合わせて用いた。この有名な逸話は、こうした背景による。この『路上』という作品が発表されるや、ビートジェネレーションと言われる彼らの間では「ビート族の王」「ヒッピーの父」と呼ばれるようになった。「路上」はロックバンド、ドアーズのジム・モリソン、グレイトフル・デッド、パティ・スミス、ボブ・ディランらのミュージシャン達にも影響を与えた。ただ、ケルアック自身はビート・ジェネレーションの代表者として常に攻撃も受けており、「私はビートの王者だが、ビートニクではない」とも語っていたという。ケルアックは元々大人しい性格にもかかわらず、『路上』のアグレッシブな登場人物、ディーン・モリアーティと重ね合わされた事によるギャップが大きかった（実際のディーンのモデルはキャサディであった）。皮肉にもこの思いがけない成功によりケルアックの生活は乱れ、アルコール依存症などにより徐々に健康を害していった。
『路上』『地下街の人びと』（1958年）『禅ヒッピーたち』（1958年）の成功に後押しされ、ケルアックは1969年に他界するまでの10年間、自伝的要素をふんだんに盛り込んだ小説を発表した。中でも『ドクター・サックス』（1959年）『マギー・キャシディ』（1959年）『ジェラールの幻想』（1963年）などはすでに1951年から1957年の間に書かれていたものだったという。
やがてビートニクの友人たちとの親交も途絶え、ギンズバーグのような反戦活動もできなかったケルアックは表舞台から遠ざかっていった。酒をあおりながらベトナム戦争で盛り上がるヒッピーに悪態をつくなど孤独な日々を暮らした彼は、1969年にフロリダ州セントピーターズバーグにおいて47歳で亡くなり、ギンズバークら生前の友人に見送られて故郷ローウェルの墓地に埋葬された。
1960年代のケルアックは傍目には不遇であったが、「ドゥルーズ伝」という名の、初期作品を含めた壮大な自叙伝を完成させることを構想していた。遺作は『ドゥルーズの虚栄』（1968年）であった。
ちなみに『路上』においては頻繁に車を運転するシーンが出てくるものの、ケルアックは1956年まで車の運転方法を学んだことがなく、また生涯運転免許を取得することはなかったという。
『裸のランチ』のバロウズ、『吠える』のギンスバーグ、ゲーリー・スナイダーなどとの交友関係は有名だった。彼らは自分たちを「ビート・ジェネレーション」と呼び、その作品や言動はヒッピー文化の思想的基盤となった。ただ、ケルアック自身は保守的なカトリックの家庭で育ち、ヒッピーが嫌いで反共産主義、反ユダヤであり、ベトナム戦争にも賛成の立場だった。
1999年公開の記録映画『ビートニク』では、彼らの若き日の姿を見ることができる。ケルアックの生まれた町ローウェルにケルアックを記念する公園が1988年に作られた。この公園は1990年に建築家協会からアーバンデザイン賞を受賞している。

## 著作
- 『そしてカバたちはタンクで茹で死に』 And the Hippos Were Boiled in Their Tanks (ウィリアム・バロウズとの共著、執筆は1945年、出版は2008年)
  - 山形浩生訳 河出書房新社 2010年
- The Town and the City　(1950年)
- Visions of Cody　(1951年)
- Doctor Sax 　(1952年)
- Maggie Cassidy　(1953年)
- 『地下街の人びと』 The Subterraneans　(1953年)
  - 古沢安二郎訳 新潮社 1959年、 真崎義博訳 新潮文庫 1997年
- Mexico City Blues　(1955年)
- 『トリステッサ』Tristessa　(1955年)
  - 青山南訳 河出書房新社 2013年
- Visions of Gerard　(1956年)
- 『荒涼天使たち』 Desolation Angels　(1956年)
  - 中上哲夫訳 思潮社 1994年
- 『路上』（『オン・ザ・ロード』） On the Road　(1957年)
  - 福田実訳 河出書房新社 1959年『路上』
  - 青山南訳 河出書房新社 2007年（河出文庫 2010年）『オン・ザ・ロード』
  - 青山南訳 河出書房新社 2010年『スクロール版 オン・ザ・ロード』（巻物状の草稿版を訳出したもの）
- 『禅ヒッピー』（『ジェフィ・ライダー物語 青春のビートニク』『ザ・ダルマ・バムズ』） The Dharma Bums 　(1957年)
  - 小原広忠訳 太陽社 1973年『禅ヒッピー』
  - 中井義幸訳 講談社文庫 1982年『ジェフィ・ライダー物語 青春のビートニク』、講談社文芸文庫 2007年『ザ・ダルマ・バムズ』
- 『孤独な旅人』 The Lonesome Traveller　(1960年)
  - 中上哲夫訳 新宿書房 1996年、河出文庫 2004年
- Rimbaud　(1960年)
- Book of Dreams　(1960年)
- 『ビッグ・サー』（『ビッグ・サーの夏 最後の路上』） Big Sur　(1961年)
  - 渡辺洋・中上哲夫訳 新宿書房 1994年、2000年
- Pic　(1961年)
- 『パリの悟り』 Satori in Paris　(1965年)
  - 中上哲夫訳 思潮社 2004年
- Vanity of Duluoz　(1968年)

## 評伝
- イヴ・ビュアン『ケルアック』（井上大輔訳、祥伝社「ガリマール新評伝シリーズ世界の傑物」、2010）